# April Come She Will (film)
April Comes She Will (四月になれば彼女は?, Shigatsu ni nareba kanojo ha, lett. "Ad aprile con lei") è un film del 2024 diretto da Tomokazu Yamada e adattamento dell'omonimo romanzo di Genki Kawamura. È stato il primo lungometraggio del regista.

## Trama
Shun Fujishiro, uno psichiatra che lavora in un ospedale universitario di Tokyo, è fidanzato con Yayoi Sakamoto. Un giorno di aprile, con il matrimonio con Yayoi alle porte, Shun riceve una lettera da un suo  vecchio amore, Haru Iyoda, con cui ha avuto una relazione dieci anni prima, e improvvisamente Yayoi scompare senza lasciare tracce.

## Distribuzione
Il film è uscito nelle sale cinematografiche giapponesi il 22 marzo 2024 e in quelle italiane dal 28 al 30 aprile 2025.